# 主鎖
Note: Where two or more chains 
 could equally be considered to be the main chain, that one is 
selected which leads to the simplest representation of the 
molecule.

主鎖またはバックボーン

他のすべての鎖（長鎖、短鎖、あるいはその両方）がペンダントであると
見なすことができる直線鎖。

高分子化学の分野では、重合体の主鎖（しゅさ、英: main chain）またはバックボーン（英: backbone chain）とは、共有結合した原子の最も長い系列であり、それらが一体となって分子の連続鎖を形成する。この学問は、炭素骨格からなる有機高分子と、典型元素のみを含む骨格からなる無機高分子に分けられる。 

生物学的主鎖の一例（ポリペプチド）

生化学の分野では、有機主鎖が高分子の一次構造を構成している。この生体高分子の主鎖は、共有結合した原子の中心鎖で構成されている。主鎖を構成するモノマー残基の特徴と順序は、生体高分子の複雑な構造の「地図」を作り上げる（参照 核酸構造、タンパク質構造）。したがって、主鎖は生体分子の機能に直接関係している。体内の高分子は、大きく分けて、タンパク質、糖質、脂質、核酸の4つのサブカテゴリーに分類され、それぞれが非常に異なる重要な生物学的プロセスに関与している。これらの分子はそれぞれが異なる骨格を持ち、それぞれが特徴的な残基と機能を持つ異なるモノマーから構成されている。これが、体内のさまざまな構造と機能の原動力である。脂質は「主鎖」を持っているが、その主鎖は炭素数3の分子であるグリセロールであり、より長い置換基を持つ「側鎖」を持っているため、真の生物学的ポリマーではない。このため、タンパク質、糖質、および核酸のみを高分子骨格を持つ生体高分子と見なす必要がある。

## 特徴

### 高分子化学
主鎖の特徴は、重合の種類によって異なる。段階成長重合では、モノマー部分が主鎖になるため、主鎖は一般的に機能的である。これらには、有機半導体のポリチオフェンや低バンドギャップポリマーが含まれる。一般的にアルケンに適用される連鎖成長重合では、主鎖は機能的ではなく、機能的な側鎖またはペンダント基を持っている。
主鎖の特性、すなわちその柔軟性は、ポリマーの熱的特性（ガラス転移温度など）を決定する。たとえば、ポリシロキサン（シリコーン）では、主鎖が非常に柔軟であるため、ガラス転移温度が-123℃（-189°F; 150K）と非常に低くなる。剛直な主鎖を持つポリマーは、薄膜や溶液中で結晶化しやすい傾向がある（例 ポリチオフェン）。次に結晶化は、ポリマーの光学特性、その光学バンドギャップ、および電子レベルに影響を与える。

### 生化学
生体高分子骨格の特性には、いくつかの類似点と多くの相違点がある。タンパク質、炭水化物、および核酸の3つの生体高分子の骨格は、それぞれ最終の縮合反応によって形成される。縮合反応では、モノマーが共有結合するとともに、何らかの小分子、最も一般的には水分子が失われる。生体高分子の骨格は複雑な酵素機構によって重合されるため、水の脱離ではなく、他の小さな生体分子の脱離によって形成される。これらの生体高分子の特徴は、複数のモノマーが主鎖に順序づけられたヘテロポリマーと、1つのモノマーが繰り返しているホモポリマーの2つに分けられる。一般に、ポリペプチドや核酸はヘテロポリマーであることが多く、グリコーゲンなどの一般的な炭水化物高分子はホモポリマーであることが多い。これは、ペプチドやヌクレオチドのモノマーの化学的な違いがポリマーの生物学的な機能を決定付けるのに対し、一般的な炭水化物モノマーは、エネルギー貯蔵や送達などの1つの一般的な機能を持っているからである。

## 一般的な概要

### 高分子化学
- 飽和アルカン（ビニルポリマー（英語版）に代表される）
- 段階成長ポリマー（ポリアニリン、ポリチオフェン、PEDOT（英語版））の骨格。これらは、チオフェン、ジアゾール、ピロールなどの誘導体化された複素環をモノマーとしていることが多い。

ポリペプチド骨格を形成する2つのアミノ酸間の単純化された縮合反応。これは、tRNAの遊離を含む複雑な触媒機構によって、リボソーム内で行われる。

- フラーレン骨格[8]

### 生物学

#### タンパク質 (ポリペプチド)
タンパク質（proteins）は重要な生体分子であり、ウイルス、細菌、真核細胞の構造や機能に不可欠な役割を果たしている。その骨格は、20種類のアミノ酸のそれぞれのα炭素に結合したアミノ基とカルボン酸基が重合してできたアミド結合を特徴としている。これらのアミノ酸配列は、細胞質内のリボソームによって細胞内のmRNAから翻訳される。リボソームには酵素活性があり、この酵素の指示により、連続した各アミノ酸の間にアミド結合を作る縮合反応が起こる。これは、翻訳と呼ばれる生物学的プロセス中に起こる。この酵素のメカニズムでは、共有結合したtRNAシャトルが縮合反応の脱離基として機能する。新たに遊離したtRNAは、別のペプチドを「拾い上げ」、この反応に継続的に関与することができる。ポリペプチド骨格のアミノ酸の配列は、タンパク質の一次構造として知られている。この一次構造を経て、タンパク質はバックボーンのカルボニル酸素とアミン水素の間の水素結合によって形成される二次構造へと折りたたまれる。個々のアミノ酸残基間のさらなる相互作用により、タンパク質の三次構造が形成される。そのため、ポリペプチド骨格に含まれるアミノ酸の一次構造はタンパク質の最終的な構造の「地図」であり、その生物学的機能を示している。主鎖原子の空間的な位置は、主鎖再構築のための計算ツールを使用して、α炭素の位置から再構築することができる。

αとβの分類を示す縮合反応の簡略化された例。グルコースとフルクトースはスクロースを形成する。体内でのグリコーゲンの合成は、ウリジン二リン酸（UDP）脱離基を使用するグリコーゲン合成酵素によって行われる。

#### 糖質
炭水化物（carbohydrates、糖質とも）は、構造単位、酵素補因子、細胞表面認識部位として機能するなど、体内で多くの役割を果たしている。それらの最も一般的な役割は、細胞の代謝経路におけるエネルギー貯蔵と送達にある。最も単純な炭水化物は、体内のエネルギー送達分子であるグルコースのような単糖と呼ばれる単糖残基である。オリゴ糖（最大10残基）や多糖（最大約50,000残基）は、グリコシド結合と呼ばれるエーテル結合を特徴とする糖残基が骨格鎖に結合して構成されている。エネルギー貯蔵ポリマーであるグリコーゲンが体内で生成される際に、このグリコシド結合はグリコーゲン合成酵素によって形成される。この酵素の働きによる縮合反応のメカニズムは十分に研究されていないが、ウリジン二リン酸グルコース（UDP）分子が中間的リンカーとして働き、合成時に失われることが知られている。これらの骨格鎖は、分岐していないもの（1本の直鎖を含む）と分岐しているもの（複数の鎖を含む）がある。グリコシド結合は、アノマー炭素（または最も酸化された炭素）の相対的な立体化学に応じて、αまたはβと指定される。フィッシャー投影では、グリコシド結合が一般的な生物学的糖類の炭素6と同じ側または面にある場合、その糖類はβと指定され、結合が反対側にある場合はαと指定される。伝統的な「椅子構造」の投影では、連結部が炭素6と同じ平面（赤道または軸方向）にある場合はβ、反対側の平面にある場合はαと指定される。この例示として、スクロース（テーブルシュガー）には、グルコースのα、フルクトースのβという結合がある。一般的に、体内で分解される糖質はα結合であり（例 グリコーゲン）、構造的な機能を持つ糖質はβ結合である（例 セルロース）。

#### 核酸

アデニンとグアニンが縮合してホスホジエステル結合を形成し、核酸骨格の基礎となる。ヌクレオシド三リン酸リボースが近づくと、ポリマーの3'ヒドロキシ基が攻撃し、ピロリン酸が放出される。

デオキシリボ核酸（DNA）とリボ核酸（RNA）は、すべての細胞タンパク質の産生をコードしているため、非常に重要である。それらはヌクレオチドと呼ばれるモノマーで構成されており、有機塩基（A、G、C、TまたはU）、ペントース糖、およびリン酸基からなる。それらは、リボース糖の3'炭素がリン酸基とホスホジエステル結合で結合している骨格を持つ。この結合は、ポリメラーゼと呼ばれる細胞酵素の助けを借りて形成される。この酵素の働きによる縮合反応では、入ってくるすべてのヌクレオチドは、ピロリン酸基を失って固有のホスホジエステル結合を形成する三リン酸リボースを持っている。この反応は、ピロリン酸の放出に伴う大きな負の自由エネルギー変化によって引き起こされる。また、核酸骨格の塩基配列は一次構造としても知られている。核酸は何百万ヌクレオチドの長さになる可能性があるので、生命の遺伝的多様性をもたらしている。塩基は、DNAのペントースリン酸ポリマー骨格から突き出ており、それらの相補的パートナーとペアで水素結合している（AとT、GとC）。これにより、両側にペントースリン酸骨格を持つ二重らせんが作成され、二次構造が形成される。

## 参照項目
- IUPAC命名法#主鎖の決定
- 側鎖
- ペンダント基（英語版）
- 核酸構造
- タンパク質構造